# جوزيف ديلاني
جوزيف ديلاني (بالإنجليزية: Joseph Delaney)‏ هو كاتب وكاتب للأطفال بريطاني، ولد في 25 يوليو 1945 في برستون في المملكة المتحدة.

## وصلات خارجية
- جوزيف ديلاني على موقع IMDb (الإنجليزية)
- جوزيف ديلاني على موقع ألو سيني (الفرنسية)
- جوزيف ديلاني على موقع ميوزك برينز (الإنجليزية)
- جوزيف ديلاني على موقع أول موفي (الإنجليزية)
- جوزيف ديلاني على موقع قاعدة بيانات الفيلم (الإنجليزية)
- جوزيف ديلاني على موقع كينوبويسك (الروسية)